# Powiat Korneuburg
Powiat Korneuburg (niem. Bezirk Korneuburg) – powiat w Austrii, w kraju związkowym Dolna Austria, w rejonie Weinviertel. Siedziba powiatu znajduje się w mieście Korneuburg.

## Geografia
Powiat graniczy: na wschodzie z powiatem Mistelbach, na południu z powiatem Wien-Umgebung i Wiedniem, na południowym zachodzie z powiatem Tulln, na północnym zachodzie z powiatem Hollabrunn.
Na południowych krańcach powiatu płynie Dunaj.
1 stycznia 2017 do powiatu przyłączono gminę Gerasdorf bei Wien ze zlikwidowanego powiatu Wien-Umgebung.

## Podział administracyjny
Powiat podzielony jest na 20 gmin, w tym trzy gminy miejskie (Stadt), 14 gmin targowych (Marktgemeinde) oraz trzy gminy wiejskie (Gemeinde); liczba mieszkańców na dzień 1 stycznia 2023.
| Miasta 1. Gerasdorf bei Wien (11 871) 2. Korneuburg (13 697) 3. Stockerau (16 974) Gminy targowe 1. Bisamberg (4886) 2. Enzersfeld im Weinviertel (1835) 3. Ernstbrunn (3303) 4. Großmugl (1 652) 5. Großrußbach (2240) 6. Hagenbrunn (2408) 7. Harmannsdorf (4103) 8. Hausleiten (3841) 9. Langenzersdorf (8062) 10. Leobendorf (5134) 11. Niederhollabrunn (1510) 12. Sierndorf (3947) 13. Spillern (2511) 14. Stetteldorf am Wagram (1073) Gminy 1. Leitzersdorf (1178) 2. Rußbach (1386) 3. Stetten (1372) |

## Transport
Przez powiat przebiega autostrada A22 i droga ekspresowa S3 oraz następujące drogi krajowe: B3 (Donau Straße), B4 (Horner Straße), B6 (Laaer Straße), B7 (Brünner Straße), B19 (Tullner Straße) i B40 (Mistelbacher Straße).

## Zmiany administracyjne
- 1 stycznia 2017
  - przyłączenie gminy miejskiej Gerasdorf bei Wien ze zlikwidowanego powiatu Wien-Umgebung